# Langage de contrôle des transactions
Le langage de contrôle des transactions (LCT) est un langage de programmation assujetti au SQL. Il est utilisé pour le contrôle transactionnel dans une base de données, c’est-à-dire les caractéristiques des transactions, la validation et l’annulation des modifications. 
Exemples d'instructions du LCT : COMMIT, SAVEPOINT, ROLLBACK, SET TRANSACTION.